# Bejaâd
Bejaâd (en arabe : أبي الجعد) est une ville du Maroc, située dans la région de Béni Mellal-Khénifra. Centre culturel important. Dès sa création, elle se dote en effet d’une multitude de médersas qui fournissent au Maroc quelques-uns de ses plus éminents ouléma. Au départ purement religieux, l’enseignement dispensé dans ces médersas se diversifie au fil des siècles. Des écoles comme celle du cheikh El Mâati, Lâaouina, Laouni , et surtout la médersa Hassania, la médersa Mohammedia et l’école de l’Alliance juive forment des lauréats dans des disciplines aussi diverses que la théologie, le droit, la calligraphie, la littérature, voire la poésie et l’astronomie. La ville a pour particularité de concentrer un certain nombre de ministres de premier plan (ex Ministre d Agriculture, Tourisme, Travail et Intérieur), une cinquantaine de fonctionnaires de très haut rang et des personnalités politiques Israéliennes de premier plan ( Amir Pertz ex ministre de la défense et Yehuda Lancry ex ambassadeur d'Israël à Paris et aux Nations unies).

## Histoire
La ville a été fondée au XVe siècle par Abû ‘Obayd-Allâh Moḥammad ibn abî al-Qâssim al-Za‘rî al-Jâbirî, dit Sîdî Bou‘bîd al-Sharqî , un éminent soufi, présumé descendant direct du calife Omar ibn al-Khattâb. Elle était à l’origine un centre spirituel, prisé par les voyageurs en quête d'enseignement religieux. À la mort de Bou‘bid al-Sharqi, ses nombreux fils reprennent le flambeau, perpétuant ainsi le développement de Bejaâd, qui prend de l'ampleur au fur et à mesure que la Zaouia Cherkaouia gagne en puissance. Dès lors, la modeste bourgade, que l'on surnomme à l'époque la petite Fès, acquiert le statut de centre spirituel majeur. Escale incontournable entre Fès et Marrakech à travers l'ancienne route des Zaers, elle rayonne de son aura spirituelle, culturelle, économique et politique sur l'ensemble du territoire marocain et même au-delà. Durant des siècles, à l’occasion du moussem annuel de Sidi Bouabid Cherki, des pèlerins issus de toutes les régions du Maroc y affluent en masse. Cette grande fête religieuse et populaire à laquelle s’associent des milliers de visiteurs des différentes régions du Royaume est une occasion pour rendre hommage au saint fondateur de cette ville. Ainsi, le moussem est une occasion exceptionnelle pour les visiteurs de découvrir des moments de fête et de connaître les traditions et la culture de la province. Tout près de la ville de Bejaâd se trouvent des coupoles dénommées «Rjals» où sont enterrés les fils du cheikh Cherki en l’occurrence, Sidi El Ghazouani, Sidi Abdesslam, Sidi Tanfi, Sidi El Harti et Sidi Meknassi.
Sidi Bouabid Cherki reste un symbole éternel sacré et mystique dans la mémoire des Marocains. La zaouiya Cherkaouiya avec l'aide d'autres zaouiyas ont joué un rôle primordial, en mobilisant la population, afin de repousser les Portugais pendent une période marquée par une lutte entre le royaume de Marrakech des Saadiens et celui de Fès des Wattassides pour contrôler le Maroc. Les cheikhs de la Zaouiya Cherkaouiya ont participé fortement à l'essor économique de la ville par la construction des moulins, des puits et des pressoirs par le développement d'un système d'irrigation et par le contrôle des routes de Transhumance.

## Étymologie
L'origine du nom de cette bourgade, coincée entre Oued Zem et Kasbat Tadla, est très incertaine. Le fameux dictionnaire Lisän al-'Arab (en arabe : لسان العرب) d’Ibn Manzûr rapporte que «jaâd» (جعد) est un mot énantiosémique qui signifie à la fois avare et généreux. Certains Bejaâdis pensent que leur ville doit son nom à la présence, autrefois massive sur ses terres, d'une race de chacal dénommée Abou Jâada. D'autres lient l'origine de ce nom à la Jâada, un arbuste local aux fruits amers, qui couvrait jadis les collines environnantes. Aujourd'hui que les chacals sont devenus rares et que les collines ont disparu sous les amas de béton de la ville nouvelle, bâtie par les colons français au début du vingtième siècle, la principale survivance de ce passé pour le moins exotique sont les mille et un saints, disséminés dans l'ancienne médina de Bejaâd.

## Tolérance
Ayant longtemps côtoyé l'importante communauté juive de la ville, les Bejaâdis ont également acquis un sens de la tolérance et du respect des différences qui force l'admiration. Contrairement aux autres médina du Maroc, celle de Bejaâd est dépourvue de mellah, ces quartiers où les juifs vivaient à l'écart de la population musulmane. « À Bejaâd, juifs et musulmans vivaient côte à côte. Ils fréquentaient les mêmes écoles, les mêmes fours et les mêmes bains publics », explique Abdelilah Ben Tebaâ dans sa thèse sur la communauté juive de Bejaâd. Malgré leur exode massif, de nombreuses familles juives disposent toujours de maisons dans la médina de Bejaâd.

## Festivités (à mettre a jour)
La ville de Bejaâd fête le Moussem de Sidi Bouabid Cherki El Omari, un espace de rayonnement sur les plans religieux, scientifique, culturel et sportif. Lors d'une rencontre mardi à Bejaâd, une série d'activités qui sont organisées tout au long de ces trois jours notamment des conférences et colloques autour de Faty Cherkaoui (la malade) ainsi qu'une soirée du Madih, outre des concours de mémorisation et de déclamation du Coran. Une exposition d'art plastique sera également montée en marge de cette manifestation, en plus de la signature d'un livre de Abdelmajid Al Kirani sur la cité de Bejaâd. Parallèlement, différentes expositions de produit du terroir et d'artisanat reflétant les caractéristiques de cette région seront organisées.Des prix sont également remis aux vainqueurs de différentes compétitions sportives notamment un tournoi de football, de basket-ball et de fantasia avec la participation de 1 500 cavaliers.

## Démographie

### Personnalités
- Mohamed Cherkaoui , homme politique et nationaliste marocain ,signataire du Manifeste de l'indépendance de 1944. ,ministre dans plusieurs gouvernements marocains, ambassadeur du Maroc en France de 1961 à 1964 .
- Habib el-Malki, leader de l'USFP, ancien président du CNJA, parlementaire, ancien ministre.
- Mohamed Mahi, Gestionnaire de projet, ingénieur, estimateur en construction certifié (ECC) , politologue et Économiste en Construction Agréé (ECA),promoteur/entrepreneur/développeur immobilier au Canadaet président-directeur général de MB Groupe au Canada.
- Lahcen Haddad, homme politique marocain, affilié au Mouvement populaire. Ministre du Tourisme dans le gouvernement Abdel-Ilah Benkiran depuis le 3 janvier 2012.
- Amir Peretz, Président du Parti travailliste israélien.
- Elhabib Eddaqqaq[2], doyen de la faculté de droit de Rabat, homme politique marocain, parmi les fondateurs de l'Union Constitutionnelle.

- Abdellah Cherqaoui, ancien président de la commune urbaine de Boujaad/Maarif et président du groupe USFP à la chambre des conseillers.
- Taib Cherkaoui, ancien ministre de l'Intérieur.
- Mohamed Yassine Mansouri, directeur de la DGED (Direction générale des études et de la documentation) depuis 2005.
- El Habib Choubani, homme politique marocain affilié au Parti de la justice et du développement (PJD), il est député de la ville d'Errachidia depuis 2002. ancien ministre chargé des Relations avec le parlement et la société civile.
- Elie Elbaz[3],professeur de l’enseignement supérieur à la Faculté de droit de Casablanca et Professeur associé à l’Université de Bordeaux, membre du Conseil national des droits de l'Homme .
- Yehuda Lancry, est un diplomate israélien, ancien ambassadeur d'Israël à l'ONU et en France.
- Rajaâ Cherkaoui Elmorsli est une chercheuse marocaine, spécialiste en physique nucléaire. Elle est un des précurseurs de la participation officielle du Maroc à la collaboration internationale ATLAS au CERN à Genève en 1996, lauréate du Prix international L’Oréal-Unesco Pour les femmes et la science en 2015, première en afrique et 34e au rang mondial au sein de son classement sur l’AD Scientific Index 2021.
- Mohamed Cherkaoui, sociologue , directeur de recherche émérite au CNRS .
- Ahmed Cherkaoui est un peintre marocain , l'un des précurseurs de la peinture moderne au Maroc.
- Salah El Morsli Cherkaoui , musicien, chef d’orchestre, compositeur.
- Idriss Chaarani, poète et romancier. .
- Simon Elbaz[4]. Auteur-comédien, compositeur-chanteur.
- Abdelilah Hafidi, footballeur international marocain.
- Youssef Chippo, ancien footballeur international marocain.
- Nabil Elmamoune , royal air Maroc mort en 2017
- Jamal Elmorsli ,artiste photographe

## Sport
L’Union sportive de Bejaad  est le club sportif le plus emblématique de la ville d’Abi El Jad, fondé en 1946 sous le nom de El warda bejaadia puis renommé BAC en 1953. Après l’indépendance, il devient Nahda de Bejaad, avant de fusionner avec le club Fath en 1982 pour devenir l'Union sportive de Bejaad  Lors de la saison 2024-2025, le club accède à la Botola 2 après sa victoire contre le Chabab de Youssoufia Berrechid. Parmi ses joueurs les plus célèbres figure Abdelilah Hafidi, qui a commencé sa carrière au club et a joué pour l’équipe nationale marocaine.

## Sources
(juillet 2025).
- (en) Bejaad sur le site de Falling Rain Genomics, Inc.'
- Histoire de la ville de Bejaâd